# Fédération Haïtienne de Basketball
Der Haitianische Basketballverband (FHB) (französisch: Fédération Haïtienne de Basket-Ball) ist der Dachverband des Basketballs in Haiti. Der Verband wurde 1951 gegründet und wurde 1970 Mitglied der FIBA und der FIBA Amerika. Die Fédération Haïtienne de Basket-Ball ist zuständig für die haitianische Nationalmannschaft und organisiert den Coupe d'Haïti (haitianischer Pokal) und die nationale Meisterschaft.

## Fakten zum Basketballverband Fédération Haïtienne de Basketball
| Kriterium                   | Fakten                                                    |
| --------------------------- | --------------------------------------------------------- |
| Gründungsjahr des Verbandes | 1951                                                      |
| Jahr des FIBA-Beitritts     | 1970                                                      |
| Kontinentaler Verband       | FIBA America                                              |
| Sitz des Verbandes          | Port-au-Prince                                            |
| Präsident                   | Joseph Jean Henri                                         |
| Generalsekretär             | Steeve Polycarpe                                          |
| Sonstiges                   | Mitglied bei der Caribbean Basketball Confederation: 1990 |
| Höchste Liga                |                                                           |

## Basketballfunktionäre

### Liste von Präsidenten
| Name              | von | bis   | Beleg |
| ----------------- | --- | ----- | ----- |
| Joseph Jean Henri |     | heute | [ 1 ] |
| Claude Demesmin   |     |       | [ 2 ] |

### Liste von Generalsekretären
| Name                    | von | bis   | Beleg |
| ----------------------- | --- | ----- | ----- |
| Steeve Polycarpe        |     | heute | [ 1 ] |
| Paul Audmar Francoispan |     |       | [ 2 ] |